# Anna Rossomando
Anna Rossomando (Torino, 30 giugno 1963) è una politica italiana, parlamentare per il Partito Democratico dal 2008 e vicepresidente del Senato della Repubblica dal 28 marzo 2018.

## Biografia
Nata il 30 giugno 1963 a Torino, città in cui vive, nel 1989 si è laureata in giurisprudenza presso l'Università degli Studi torinese, esercitando la professione di avvocato penalista ed è titolare di uno studio legale con sede a Torino.
Nel 1977, a soli 14 anni, s'iscrive alla Federazione Giovanile Comunista Italiana, l'organizzazione giovanile del Partito Comunista Italiano (PCI).
In seguito al scioglimento del PCI con la svolta della Bolognina di Achille Occhetto nel 1991, aderisce alla nascita del post-comunista Partito Democratico della Sinistra (PDS), per poi confluire nel 1998 alla svolta di Massimo D'Alema dal PDS ai Democratici di Sinistra (DS), per unificare il PDS con altre forze della sinistra italiana.
Alle elezioni amministrative del 1997 viene eletta consigliere comunale a Torino con il PDS, venendo poi rieletta alla successiva tornata elettorale del 2001 con i DS, sotto le amministrazioni di Valentino Castellani prima e Sergio Chiamparino poi.
È stata Responsabile per i temi della legalità, sicurezza e istituzioni nella segreteria regionale dei DS in Piemonte.
Nel 2007, aderendo alla nascita del Partito Democratico (PD), viene nominato vice-segretaria regionale del PD Piemonte, affiancando Gianfranco Morgando.

### Elezione a deputata
Alle elezioni politiche del 2008 viene candidata alla Camera dei deputati, tra le liste del PD nella circoscrizione Piemonte 1, dove viene eletta per la prima volta deputata. Nella XVI legislatura della Repubblica è componente della 2ª Commissione Giustizia, della Giunta per le autorizzazioni e del Comitato parlamentare per i procedimenti di accusa.
Alle elezioni politiche del 2013 viene rieletta deputata, nella medesima circoscrizione tra le file del PD, facendo sempre parte delle stesse commissioni e giunte della legislatura precedente, divenendo segretaria della Commissione parlamentare d'inchiesta sulle cause del disastro del traghetto Moby Prince.
Il 21 marzo 2013 viene eletta segretario di presidenza della Camera dei deputati.
Alle elezioni primarie del PD del 2017 ha sostenuto la candidatura a segretario nazionale di Andrea Orlando, Ministro della giustizia ed esponente dell’area socialdemocratica del PD, assieme a diversi esponenti del PD torinese.

### Vicepresidente del Senato
Alle elezioni politiche del 2018 viene eletta al Senato della Repubblica, tra le liste del Partito Democratico nella circoscrizione Piemonte. È membro della 10ª Commissione Industria, Commercio e Turismo, della Giunta per le Elezioni e le Immunità Parlamentari e del Comitato parlamentare per i procedimenti di accusa.
Il 28 marzo 2018 viene eletta vicepresidente del Senato della Repubblica con 64 voti.
Alle primarie del PD del 2019 sostiene la candidatura a segretario di Nicola Zingaretti, candidato con la carriera amministrativa più lunga alle spalle, assieme ad Antonio Misiani, Monica Cirinnà e quelli che hanno sostenuto la candidatura di Andrea Orlando alle precedenti primarie del 2017 come Orlando stesso.
Il 18 marzo 2021 Enrico Letta, neo-segretario del Partito Democratico, la nomina, assieme ad altre 15 persone, nella segreteria nazionale del partito, incaricandola della responsabilità Giustizia e Diritti del PD.
Alle elezioni politiche anticipate del 2022 si ricandida al Senato, come capolista nel collegio plurinominale Piemonte 01 della lista Partito Democratico-Italia Democratica e Progressista, risultando eletta.
Il 19 ottobre 2022 viene riconfermata vicepresidente del Senato con 73 voti.